# مود (بازی ویدئویی)
مود یا به تلفظ دیگر ماد (به انگلیسی: Mod؛ کوتاه شدهٔ کلمۀ Modification) تغییری است که طرفداران یک بازی ویدئویی در آن ایجاد می‌کنند تا یک یا چند جنبهٔ بازی را تغییر دهد، از جمله ظاهر یا طرزِ کار بازی را. یک مود ممکن است تنها چند ویرایش و تعدیل جزئی در بازی انجام داده یا به‌طور کلی آن را تغییر دهد. به کمک مودها می‌توان جذابیت بازی را بالاتر برده یا به آن ارزشِ چندباره بازی کردن بخشید.
اصطلاحِ مود کردن علاوه بر ساختِ مود، می‌تواند به عملِ جستن و نصب مودها روی یک بازی نیز اشاره داشته باشد. با این حال تغییر تنظیماتی که از پیش توسط سازنده معین شده‌اند را نمی‌توان مود کردن نامید.
با توجه به قابلیت مودها در عمق بخشیدن به بازی، آن‌ها توانسته‌اند به عاملی مهم در موفقیت تجاری برخی بازی‌ها تبدیل شوند.
یک مود می‌تواند علاوه بر طرفداران بازی اصلی، طرفدارانی منحصر به خود داشته باشد. این افراد ممکن است از سازندگانِ مود درخواست کنند که تغییراتی را در آن ایجاد کرده یا امکانات جدیدی بیفزایند. اگر یک مود طرفداران زیادی داشته باشد ممکن است لازم شود طرفداران بازی اصلی اشاره کنند که دربارهٔ نسخهٔ تغییر نیافتهٔ بازی صحبت می‌کنند. در این موارد گاه اصطلاح وانیلی برای اشاره به نسخهٔ ساده و تغییرنیافته به کار می‌رود. برای مثال «بتلفیلد ۱۹۴۲ وانیلی» به نسخهٔ اصلی و اصلاح نشدهٔ بازی اشاره دارد.
بازی‌های محبوب می‌توانند تا ده‌ها هزار مود داشته باشند. از جمله وب‌سایت‌های پرطرفدار که به بررسی و دریافت مودها اختصاص دارند می‌توان به نکسوس‌مودز، گیم‌بانانا، موددی‌بی و کارگاهِ استیم اشاره کرد.

## انواع

### تبدیل کامل
یک تبدیل کامل نوعی مود است که عملاً به‌طور کلی محتوای هنری بازی اصلی را جایگزین کرده و بعضاً جنبه‌های اصلی گیم‌پلی بازی را نیز دگرگون می‌کند و حتی ممکن است به یک بازی از ژانری کاملاً متفاوت منجر شود.
مودسازهای بازیِ نیمه‌جان میان چند تبدیل کامل از بازی پراکنده شده و معمولاً به جای خود بازی نیمه‌جان به مود کردن یکی از آن‌ها مشغولند. از جمله مشهورترین آن‌ها می‌توان به کانتر استرایک (۱۹۹۹) اشاره کرد، که شرکت ولو سازندگانش را استخدام کرد تا آن را به یک محصول تجاری تبدیل کرده و به‌طور جداگانه منتشر کنند. نمونه دیگری از این گونه مودها دفاع از باستانیان (۲۰۰۳) است، اولین بازی سبک موبا با مسابقات اسپانسرشده، و همچنین گَریز مود (۲۰۰۴)، بازی‌ای که طرفدارانش در طول سال‌ها هزاران گیم‌مود متنوع برای آن ساختند.
بعضی اوقات پرطرفدارترینِ این مودها در نهایت تبدیل به یک بازی مستقل شده و باقی محتوای اصلی بازی را نیز جایگزین می‌کنند تا بدون نقض حق تکثیر به فروش بروند. گاه حتی علیرغم استفاده از مالکیت فکری بازی اصلی، برای مثال بازیِ بلک میسا.

### اصلاح اساسی
یک مودِ اصلاح اساسی به شکل چشمگیری گرافیک و گیم‌پلی بازی را تغییر می‌دهد. این نوع از مودها معمولاً قصد در بهبودِ بازی اصلی بدون بازسازی کامل دارند. این تغییرات می‌توانند شامل افزودنِ مکالمه و موسیقی اصلاح شده نیز باشند.